# سایه‌روشن (فیلم ۱۳۸۰)
سایه‌روشن فیلمی به کارگردانی و نویسندگی حسن هدایت محصول سال ۱۳۸۰ است.

## بازیگران
- عزت اله انتظامی
- احمد نجفی
- بهناز محرر
- هنگامه قاضیانی
- مهدی سلطانی
- رؤیا غیرتمند
- محمدرضا نوروزی
- رامین صدیقیان
- پیمان شریعتی
- سیدجلال طباطبایی